# Mathew Cheriankunnel

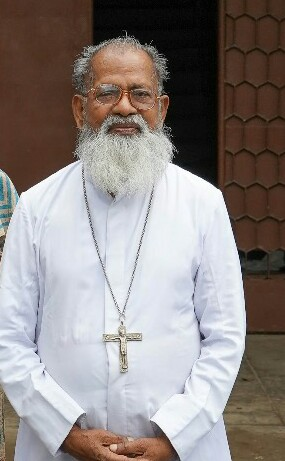
Mathew Cheriankunnel (2018)

Mathew Cheriankunnel PIME (* 23. September 1930 in Kadayanicad, Kerala; † 30. März 2022 in Eluru) war ein indischer Ordensgeistlicher und römisch-katholischer Bischof von Kurnool.

## Leben
Mathew Cheriankunnel besuchte die Schule in Kadayanicad. Anschließend studierte er Philosophie und Katholische Theologie am Priesterseminar Sacred Heart in Poonamallee. Am 28. April 1962 empfing Cheriankunnel das Sakrament der Priesterweihe für das Bistum Vijayawada.
Cheriankunnel war zunächst als Pfarrvikar in Machalipatanam tätig, bevor er 1964 Pfarrvikar und 1965 schließlich Pfarrer in Kamavarapukota wurde. Am 3. Mai 1969 trat Mathew Cheriankunnel der Ordensgemeinschaft des Päpstlichen Instituts für die auswärtigen Missionen bei und legte am 3. Dezember 1970 die ewige Profess ab. Er war einer der ersten indischen Geistlichen, die dem in Italien ansässigen Päpstlichen Institut für die auswärtigen Missionen (PIME) beitraten. Nach weiterführenden Studien erwarb Cheriankunnel an der Päpstlichen Universität Gregoriana in Rom ein Lizenziat im Fach Missionswissenschaft. 1971 kehrte er in seine Heimat zurück und wurde Pfarrer in Mylavaram im Bistum Vijayawada.
Papst Paul VI. ernannte ihn am 31. Mai 1976 zum ersten Bischof von Nalgonda. Der Sekretär der Kongregation für die Evangelisierung der Völker, Kurienerzbischof Duraisamy Simon Lourdusamy, spendete ihm am 3. Mai 1977 im St. Mary’s Gunadala Matha Shrine in Vijayawada die Bischofsweihe; Mitkonsekratoren waren Joseph S. Thumma, Bischof von Vijayawada, und Alphonsus Beretta PIME, Bischof von Warangal. Mathew Cheriankunnel wählte den Wahlspruch God is good („Gott ist gut“). Die Amtseinführung erfolgte am 9. Mai 1977. Er gründete das Pastoralzentrum Suvartha Nilayam und die Nalgonda Diocese Social Service Society (Ndsss) sowie das Kleine Seminar Saints John and Paul in Suryapet und zahlreiche katholische Schulen.
Am 22. Dezember 1986 bestellte ihn Papst Johannes Paul II. zum Koadjutorbischof von Kurnool. Mit der Ernennung Joseph Rajappas zum Bischof von Khammam folgte Cheriankunnel ihm am 18. Januar 1988 als Bischof von Kurnool nach. In der Katholischen Bischofskonferenz von Indien war er Vorsitzender der Kommission für die Scheduled Castes und Scheduled Tribes sowie die Other Backward Classes.
Von seinem Amt trat Mathew Cheriankunnel am 16. Juli 1991 aus gesundheitlichen Gründen zurück. Anschließend wirkte Cheriankunnel zuerst ein Jahr als Seelsorger am Heiligtum Our Lady of Velankanni in Irla, bevor er 1991 Spiritual am Queen of Apostles Seminary in Eluru wurde. Von 2002 bis 2003 war er dessen Pro-Rektor. Danach war er als Seelsorger in Bhadrachalam tätig. Ab 2006 lebte Mathew Cheriankunnel in der Niederlassung des Päpstlichen Instituts für die auswärtigen Missionen in Eluru, wo er am 30. März 2022 im Alter von 91 Jahren starb. Er wurde auf dem Friedhof des St. Mary’s Gunadala Matha Shrine in Vijayawada beigesetzt.